# Friedrich Kappeler
Friedrich «Fritz» Kappeler (* 7. Juni 1949 in Frauenfeld; † 3. Oktober 2022) war ein Schweizer Dokumentarfilmer und Fotograf. Er wurde vor allem bekannt für seine Filmportraits über den Liedermacher Mani Matter, die Kunstmaler Adolf Dietrich und Varlin, den Schriftsteller Gerhard Meier und Clown Dimitri.

## Leben
Friedrich Kappeler wuchs mit drei Schwestern, darunter die Fotografin Simone Kappeler, und einem Bruder in Frauenfeld auf. Sein Vater führte eine Gerberei, seine Mutter war Sportlehrerin. Mit 14 Jahren begann er zu filmen und trat dem Amateurfilmclub Frauenfeld bei, dessen Präsident der spätere TV-Moderator Kurt Felix war. Nach dem Handelsdiplom trat er 1971 in die Fotofachklasse der Schule für Gestaltung in Zürich ein, die er bis 1974 besuchte.
Obwohl er seinen Vater damit enttäuschte, den seit Generationen von der Familie geführten Gerbereibetrieb nicht zu übernehmen, willigte dieser ein, Friedrich das dringend benötigte Geld für den Kauf von 16mm-Filmmaterial als Hilfsarbeiter im eigenen Betrieb verdienen zu lassen. Von 1974 bis 1977 folgte ein Regiestudium an der Hochschule für Film und Fernsehen HFF in München. Parallel trug Friedrich Kappeler seine Fotokamera immer auf sich. 1973 erfolgte die erste Einzelausstellung seiner Fotografien durch den Kunstverein Frauenfeld, und ein Jahr später eine weitere Einzelausstellung durch den Kunstverein Biel. Von diesem Zeitpunkt an nahm er auch regelmässig an Gruppenausstellungen teil.
Ab 1977 war Friedrich Kappeler freier Filmautor und Fotograf. Im selben Jahr trat er der Nemo Film GmbH bei. Dies war ein von Alexander J. Seiler initiierter Produktions-Verbund unabhängiger Schweizer Regisseure. Mitglieder waren unter anderen Fredi M. Murer, Yves Yersin, Kurt Gloor, Markus Imhoof und Georg Radanowicz. Die Nemo Film GmbH, später Nemo Film AG, produzierte für das Schweizer Fernsehen 1980/1981 die Reihe Die 7 Todsünden. Kappeler inszenierte davon die Todsünde 3, Stolz oder die Rückkehr.
Er absolvierte 1992/1993 ein Drehbuchwerkjahr beim polnischen Regisseur Krzysztof Kieślowski. Ab Mitte der 1990er Jahre fungierte Kappeler auch als Stiftungsrat und Begutachter für die Kulturstiftung des Kantons Thurgau. Er fotografierte hauptsächlich analog und vorzugsweise schwarz-weiss im klassischen 6x6 Mittelformat. Er lebte mit seiner langjährigen Lebensgefährtin Chantal Oklé in Frauenfeld.

## Filmisches Werk
Während dem Fotografiestudium in Zürich entstanden der vier Minuten lange Trickfilm Es Hundeläbe und Kappelers erster Dokumentarfilm Emil Eberli, der bereits seine Vorliebe für Portraitfilme erkennen liess. Nach den beiden, ebenfalls noch kürzeren Dokumentarfilmen Müde kehrt ein Wanderer... und Der andere Anfang folgte 1978 mit Bei der Bahn ein erster Dok-Film für das Schweizer Fernsehen.
Ebenfalls für das Schweizer Fernsehen drehte Kappeler 1980 seinen einzigen Spielfilm im Rahmen der 7 Todsünden-Reihe. Diesen Film, für den er auch das Drehbuch schrieb, besetzte er mit der damals noch unbekannten Gardi Hutter.
Mit dem Dokumentarfilm Der schöne Augenblick über die Schweizer Fotografen Jean Amrein, Richard Aschwanden, Ernst Hiltbrunner und die Fotografin Vreni Aschwanden begann Kappelers Zusammenarbeit mit dem Kameramann Pio Corradi, die in der Folge über zwei Jahrzehnte andauerte.
Einem breiten Publikum bekannt wurde Kappeler mit dem Dokumentarfilm über den naiven Thurgauer Maler Adolf Dietrich 1991. Ab diesem Film arbeitete er auch im Schneideraum immer mit der gleichen Person, der Filmeditorin Mirjam Krakenberger. Es folgten die Filme über Schriftsteller Gerhard Meier, 1995, und den Kunstmaler Willy Guggenheim, alias Varlin im Jahr 2000. Kappeler verfasste jeweils auch das Drehbuch zu diesen Portraitfilmen.
Mit dem 2002 erschienenen Dokumentarfilm Mani Matter – Warum syt dir so truurig? gelang Kappeler ein Grosserfolg. Produziert wurde der Film von der Zürcher Catpics AG, dem Produzenten Alfi Sinniger, der 1991 mit Reise der Hoffnung einen Oscar für den Besten Ausländischen Film in die Schweiz getragen hatte. Kappelers Mani Matter-Portrait war mit über 146'000 verkauften Kinoeintritten während 10 Jahren der national erfolgreichste Schweizer Dokumentarfilm.
Für die Zürcher T&C Film AG realisierte Kappeler zwei Jahre später den ebenfalls im Kino ausgewerteten Dokumentarfilm über den Clown Dimitri. 2007 folgte Kappelers letzter Dokumentarfilm, ein Portrait über den späten Gerhard Meier. Für diesen Film verfasste er auch wieder das Drehbuch. 
Er starb im Oktober 2022 im Alter von 73 Jahren.

## Filmographie (Auswahl)
- 1972: Es Hundeläbe (Animationsfilm)
- 1973: Emil Eberli
- 1975: Müde kehrt ein Wanderer...
- 1977: Der andere Anfang
- 1978: Bei der Bahn (SF)
- 1980: Stolz oder die Rückkehr (Spielfilm, SF)
- 1986: Der schöne Augenblick
- 1989: Wald
- 1991: Adolf Dietrich – Kunstmaler
- 1995: Gerhard Meier – Die Ballade vom Schreiben
- 1997: In viadi tier Carigiet (SF)
- 2000: Varlin
- 2002: Mani Matter – Warum syt dir so truurig?
- 2004: Dimitri – Clown
- 2007: Gerhard Meier – Das Wolkenschattenboot

## Fotografisches Werk (Auswahl)

### Einzelausstellungen
- 1973: Bernerhaus, Kunstverein Frauenfeld
- 1974: Kunstverein Biel
- 1991: Gemeindebibliothek Weinfelden

### Gruppenausstellungen
- 1974: Schweizerische Stiftung für die Photographie, Zürich («Photographie in der Schweiz von 1840 bis heute», Wanderausstellung)
- 1985: Bernerhaus, Kunstverein Frauenfeld
- 1987: Eisenwerk, Frauenfeld
- 1998: Forum der Schweizer Geschichte, Schwyz («Seitenblicke. Die Schweiz 1848 bis 1998 – eine Photochronik», Wanderausstellung).

### Fotobücher
Monopgraphie
- Friedrich Kappeler: Im tiefen Thurgau, Fotografien und Texte 1971–2022. Hrsg. von Simone Kappeler. Edition Selene, 2024.[6]

Sammelbände
- Seitenblicke. Die Schweiz 1848 bis 1998 – eine Photochronik (Katalog). Offizin, Zürich 1998.
- Photographie in der Schweiz von 1840 bis heute. Niggli, Teufen 1974.

## Auszeichnungen (Auswahl)
- 1986: Thurgauer Kulturpreis[7]
- 2002: Anerkennungspreis der Stadt Frauenfeld[8]
- 2012: Radio- und Fernsehpreis der Ostschweiz[9]